# Sirat
Sirat (také  Sirāt) je španělsko-francouzský dramatický film režiséra Olivera Laxe. Film sleduje pátrání otce po zmizelé dceři v pouštích jižního Maroka v prostředí rave party. Film byl natočen v koprodukci Španělska a Francie. Do hlavních rolí byli obsazeni Sergi López a dětský herec Bruno Núñez Arjona, do dalších rolí byli obsazeni neherci z prostředí rave subkultury.
Film měl světovou premiéru 15. května 2025 na Filmovém festivalu v Cannes, kde také získal Cenu poroty. Film byl uveden také na Mezinárodním filmovém festivalu Karlovy Vary 2025. Film je pojmenován po mytickém mostu Sirát v islámské eschatologii, který je symbolickou zkouškou, kterou musí projít všichni lidé po smrti.

## Obsazení
| Sergi López           | Luis    |
| Bruno Núñez Arjona    | Esteban |
| Richard Bellamy       | Bigui   |
| Stefania Gadda        | Stef    |
| Joshua Liam Henderson | Josh    |
| Tonin Janvier         | Tonin   |
| Jade Oukid            | Jade    |

## Produkce
V listopadu 2023 obdržel film, který byl stále ve fázi příprav, grant ve výši 1,2 milionu eur od španělského Institutu kinematografie a audiovizuálních umění. V lednu 2024 se objevil mezi pěti projekty produkovanými španělskou digitální platformou Movistar Plus+. Režisér tehdy uvedl, že film bude velmi hypnotický a silně smyslový“.
Hlavní natáčení probíhalo ve Španělsku a Maroku od května do července 2024. Vzhledem k finanční podpoře španělského státu a španělských regionů byla část záběrů představující Maroko natáčena ve Španělsku. Produkční tým zde natáčel měsíc v provinciích Teruel a Zaragoza, scéna úvodní rave party byla natáčena u skalní formace Rambla de Barrachina. Pro větší autentičnost zde produkční tým zorganizoval skutečnou rave party, na kterou pozval převážně francouzské ravery. Party se zúčastnilo přes 1,5 tis. účastníků.
Poté se natáčení přesunulo do Maroka kde se natáčelo v pouštním vnitrozemí a v Atlasu v okolí měst Al-Rášídijja a Erfúd. Štáb v Maroku extrémním vedrům i písečným bouřím. Film byl natáčen na filmový materiál formátu Super 16 mm.

## Přijetí
Film se dočkal pozitivního přijetí u kritiků. Oceňována byla zejména jeho originalita. Časopis IndieWire v červnu 2025 zařadil do žebříčku 100 nejlepších filmů 20. let 21. století.
Na Filmovém festivalu v Cannes film získal Cenu poroty a cenu za soundtrack, nominován byl také na Zlatou palmu.